# Ataque con cohetes a Zagreb (mayo de 1995)
Ataque con cohetes a Zagreb se refiere a un bombardeo sobre la ciudad capital de Croacia, Zagreb, los días 2 y 3 de mayo de 1995, como venganza del ataque del Ejército de ese país sobre Eslavonia Occidental. El bombardeo ocasionó la muerte de 7 no combatientes.
Este ataque no debe ser confundido con el bombardeo de Zagreb del 7 de octubre de 1991 por parte de la Fuerza Aérea Yugoslava.
Por tal motivo fue condenado el presidente de la autoproclamada República Serbia de Krajina (RSK), Milan Martić, el entonces jefe del Estado Mayor del Ejército yugoslavo, general Momčilo Perišić (luego declarado inocente) y el Jefe de Estado Mayor del Ejército de la República Serbia de Krajina, general Milan Čeleketić.

## Contexto General
En las primeras horas de la mañana del 1 de mayo de 1995, el Ejército Croata (HV) lanzó una ofensiva militar denominada Operación Bljesak para tomar el control de la autodenominada Región Autónoma Serbia de Eslavonia Occidental, parte de la República Serbia de Krajina (RSK). Tal sector estaba bajo control serbio desde agosto de 1991. La operación finalizó el 4 de mayo de 1995 con la pérdida de control de RSK sobre el territorio disputado mientras una gran parte de la población serbia que huía del área.
El 1 de mayo de 1995, se celebró una reunión con, entre otros, el presidente del RSK, Milan Martić, el Jefe del Estado Mayor del Ejército de la República Serbia de Krajina (SVK), Milan Čeleketić, el Primer Ministro y otros ministros del Gobierno de esa entidad. El motivo era tratar la situación en Eslavonia Occidental. Milan Martić, Milan Čeleketić y los oficiales de más alto rango del Estado Mayor del SVK estuvieron a favor de una acción militar. A las 1300 horas del 1 de mayo, Milan Čeleketić, en presencia de, entre otros, Milan Martić, ordenó disparos de artillería contra Sisak, al sureste de Zagreb. La evidencia muestra que la razón fue en represalia del ataque del HV.
Ese mismo día, Milan Čeleketić comunicó a la unidad M-87 Orkan del SVK que "esté alerta y lista para atacar a su orden" y le ordenó marchar desde el área de Knin para tomar posiciones en Vojnić, 50 kilómetros al sur de Zagreb, a las 1400 horas de ese día. El fuego de artillería contra Sisak se abrió a las 1700 horas de ese día.

## Ataque del 2 de mayo de 1995
A media mañana del 2 de mayo, sin previo aviso, cohetes Orkan impactaron en Zagreb. Los impactos fueron en el centro de la ciudad, incluyendo: Plaza Strossmayer, calle Matica Hrvatska, calle Petrinjska, calle Boskovićeva y calle Mrazovićeva, así como calle Draškovićeva, la intersección de Vlaška y Draškovićeva y un edificio escolar en la calle Križanićeva, la aldea de Plešo cerca del aeropuerto de Zagreb / Plešo y el aeropuerto internacional.
Cinco personas murieron durante estos ataques con cohetes y al menos 160 personas resultaron heridas.
El Ministerio de Salud croata afirmó que cuatro víctimas de este bombardeo eran civiles y uno militar. Las cuatro víctimas civiles del ataque no participaron activamente en las hostilidades. Asimismo, como resultado del bombardeo, al menos 146 personas resultaron heridas, la gran mayoría de las víctimas de este bombardeo eran civiles.

## Ataque del 3 de mayo de 1995
Al mediodía del 3 de mayo, Zagreb fue nuevamente bombardeado por cohetes Orkan en los siguientes lugares: Plaza Mauranićeva, Plaza Mariscal Tito donde se encontraba el Teatro Nacional de Croacia (que fue impactado) y el Hospital de niños de calle Klaićeva. Como resultado murieron dos personas. Uno de ellos, técnico de eliminación de bombas y oficial de policía, murió cuando la bomba que intentaba desactivar una bomblet fuera del hospital.

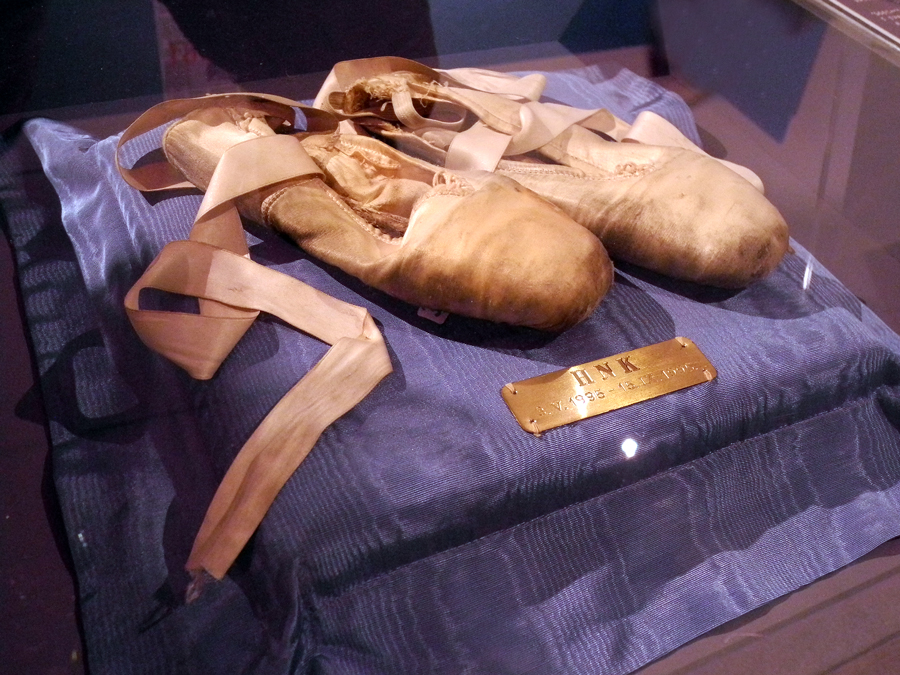
Zapatillas de ballet de Almira Osmanović, entonces directora y primera bailarina del Teatro Nacional de Croacia, quien fue herida, así como la mayoría de los 18 participantes en el proyecto internacional que prepararon la obra "Donau Ballet" en la sala de ballet de Croacia. Teatro Nacional en Mažuranac el 3 de mayo de 1995.

Como resultado del bombardeo, 54 personas resultaron heridas. Según el Ministerio de Salud croata, la gran mayoría de las víctimas de este bombardeo fueron civiles. Las víctimas civiles del ataque, incluyendo el policía, no participaban activamente en las hostilidades.

## Responsabilidad del bombardeo
El juicio contra Martic menciona las siguientes evidencias:
- Ya en 1992 y 1993, Milan Martić, como Ministro del Interior, consideró atacar Zagreb como respuesta a los ataques croatas en las ciudades de la RSK. El 9 de junio de 1993, Milan Martić informó a Slobodan Milošević que el sistema de cohetes P-65 LUNA había sido trasladado a la zona de Banija y Kordun para evitar agresiones o llevar a cabo posibles ataques contra Zagreb, en caso de que las ciudades de la RSK fueran atacadas.[6]

- En una reunión el 24 de octubre de 1994 con Peter Galbraith, el embajador de los Estados Unidos en Croacia, Milan Martić amenazó con bombardear Zagreb. Milan Martić declaró "en efecto que atacar objetivos civiles en Zagreb, atacar la ciudad en sí era una opción, una manera en que el RSK podría responder a un ataque croata en el RSK ". Peter Galbraith advirtió a Milan Martić que un ataque con cohete en Zagreb sería un crimen.[6]

- El 10 de febrero de 1995, Milan Martić, en un discurso ante los oficiales al mando del SVK, declaró enfáticamente que "nadie puede detenernos de disparar contra Zagreb, Osijek, Vinkovci, Zadar, Karlovac o Split".[6]

- En un artículo periodístico publicado en Serbia el 24 de marzo de 1995, se informa que Milan Čeleketić afirmó: "En el caso de la agresión de Ustasha, ciertamente no perderemos la oportunidad de golpearlos donde más les duele. Conocemos sus puntos débiles y dónde duele más. Los puntos débiles son las plazas de las ciudades y sabemos quién va allí: civiles. Ya lo dije y me criticaron un poco. Bueno, ahora pueden preguntar en qué ciudades. Contestaré que es un secreto militar. Tomaremos una decisión al respecto y creo que seremos precisos.... No solo seremos despiadados sino que, como comandante, decidiré hacia dónde dirigiremos nuestros ataques, cuándo y dónde más duele."[6]
- Un documento SVK que analizó la preparación para el combate de la artillería en abril de 1995, indicó expresamente que "la utilización del sistema de cohetes Orkan debía ser aprobada exclusivamente por el comandante del Estado Mayor del SVK" .[6]
- Rade Rašeta, Jefe de Seguridad del Estado Mayor del SVK, confirmó que la batería de cohetes Orkan estaba bajo el mando de Milan Čeleketić, como Comandante del Estado Mayor del SVK.[6]
- Milan Martić admitió en televisión haber ordenado el bombardeo de Zagreb los días 2 y 3 de mayo de 1995. El 3 de mayo de 1995, Milan Martić declaró: "Como contramedida de lo que Tudjman hizo aquí, hemos bombardeado todas sus ciudades: Sisak varias veces y Karlovac, Zagreb ayer y hoy... continuaremos atacando Zagreb y destruyendo sus ciudades."[6]

- En una conversación el 3 de mayo de 1995 entre Slobodan Milošević y Borisav Mikelić, el primer ministro del RSK, el primero dijo que Milan Martić estaba "alardeando de haber bombardeado Zagreb".[6]
- En una reunión en Knin el 5 de mayo de 1995 con el Enviado Especial de la ONU, Yasushi Akashi, Milan Martić declaró en respuesta a la condena del Enviado Especial de los ataques con cohetes en Zagreb que "si no hubiera ordenado los ataques con cohetes habrían seguido bombardeando nuestras ciudades "[6]
- En una entrevista de radio el 5 de mayo de 1995, Milan Martić declaró: "Esa orden fue dada por mí, personalmente, como una represalia a Franjo Tuđman y su personal por la orden que había dado de cometer agresión contra la Eslavonia Occidental [...]."[6]

- La Comisión RSK encargada de determinar la responsabilidad por la caída de Eslavonia Occidental encontró que: "El curso de los acontecimientos en Eslavonia Occidental requirió que el Estado Mayor del SVK interviniera para proporcionar asistencia al 18.º Cuerpo. Sin embargo, no se buscaron opiniones de los oficiales al mando del Estado Mayor del SVK. El Comandante y el Presidente tomaron decisiones y se dieron posturas y órdenes por teléfono (no hay órdenes escritas)."[6]

## Condenas
El Tribunal Penal Internacional para la ex Yugoslavia estableció que general Momčilo Perišić tenía responsabilidad penal individual por no castigar a sus subordinados por el bombardeo de Zagreb, el cual fue ejecutado con insensible desprecio por la vida civil. En múltiples ocasiones, el SVK disparó cohetes Orkan al centro de Zagreb, empleando explosivos no guiados en una zona urbana densamente poblada. Estos ataques indiscriminados impactaron varias áreas civiles y, en particular, un hospital infantil. El ataque ocasionó 7 muertes. El 6 de septiembre de 2011 fue condenado a 27 años de prisión. Luego de su apelación, el 28 de febrero de 2013 fue absuelto de todos sus cargos.
El mismo tribunal internacional encontró más allá de toda duda razonable que Milan Martić ordenó el bombardeo de Zagreb los días 2 y 3 de mayo de 1995. Por ello, fue declarado penalmente responsable de los crímenes de asesinato, trato cruel y ataques contra civiles, todas las violaciones de las leyes y costumbres de la guerra.
En marzo de 2020, Milan Čeleketić recibió de parte del Tribunal del condado de Zagreb una sentencia en ausencia de 20 años en prisión por el ataque con cohetes a Zagreb y Karlovac en 1995. En el mismo acto, Milan Martić fue sentenciado a 7 años en prisión por atacar Karlovac. Ambos fueron declarados inocentes por atacar a Jastrebarsko. Sin embargo, ninguno quedó al alcance del sistema judicial croata. Čeleketić esta en Serbia y Martić cumpliendo una sentencia del Tribunal Internacional de La Haya de 35 años de prisión en Tartu, Estonia. Según el veredicto, Martić ordenó a Čeleketić disparar sobre Zagreb con cohetes Orkan en represalia por la acción del HV para liberar la Eslavonia Occidental.

## Armamento utilizado
El M-87 Orkan es un sistema de lanzamiento de cohetes múltiples de largo alcance autopropulsado. El SVK solo tenía un sistema Orkan a su disposición, el que permaneció en el territorio del RSK después de la retirada del JNA de Croacia en 1992.
El cohete del Orkan de 262 mm es un proyectil que, al encender el motor del cohete, después de 4,3 segundos vuela como un proyectil convencional que no puede ser guiado en vuelo. Su alcance máximo es de 50 kilómetros. El cohete R-262 mm para el sistema M-87 puede transportar dos tipos de ojivas de racimo: proyectiles antitanque o bombas de fragmentación. El último tipo contenía 288 bombletas (bomba de racimo), cada una con 420 gránulos de 3 mm de diámetro, que son expulsados por una carga pirotécnica a una altitud de 800-1,000 metros. Antes de la expulsión de las bombas, el revestimiento de aluminio de la cabeza es cortado por cuatro cuchillas de detonación. El área de dispersión de las bombas es de aproximadamente 2 hectáreas y el rango letal de cada gránulo es de aproximadamente 10 metros.
El sistema de cohetes Orkan tenía un patrón de dispersión alto: el impacto de dispersión del cohete Orkan disparado desde una distancia de entre 40 y 45 km sería de alrededor de 1.3 km cuadrados (para el rango de 40 km el patrón de dispersión sería + - 692 metros por rumbo y + - 636 metros por rango).
Debido a sus características, especialmente a su patrón de alta dispersión, el sistema de cohetes Orkan es un arma indiscriminada. De ello se deduce que su uso en un área civil densamente poblada no puede sino causar la grave muerte de civiles.

## Daños infligidos
Un total de siete personas murieron en el ataque a Zagreb. Otros 207 resultaron tan gravemente heridos como fue posible. También se causaron daños por alrededor de HRK 21,2 millones (unos U$S 3 millones a valor de mayo de 2020) debido a la destrucción de vehículos, casas, edificios, hospitales y bienes culturales. Varias personas resultaron heridas en Karlovac, y el daño ascendió a alrededor de dos millones de HRK (unos U$S 2,8 millones).